# В дорозі
«В дорозі» (англ. On the road) — роман американського письменника Джека Керуака. Книга була написана 1951 року, і тоді як рукопис неодноразово відхиляли видавці, Керуак активно редагував і доповнював роман аж до публікації 1957 року видавництвом Viking Press.
Попри негативну реакцію критиків, роман став лідером продажів і здобув Керуакові славу та визнання як автора, як наслідок, установившись у статусі класики американської прози. Твір, поруч із «Голим ланчем» Вільяма Берроуза та «Криком» Аллена Гінзберга, вважається найважливішим зразком літератури біт-покоління. Роман входить до списків «100 найкращих англомовних романів з 1923 по 2005 рік» за версією «Тайм», «100 книг століття» за версією «Ле-Монд», «The Big Read» від BBC, «100 найкращих романів» за версією «Новітньої бібліотеки» та «100 найкращих романів усіх часів» за версією «Обсервер». До 2001 року в США було розпродано понад 3,5 мільйона примірників книги, щорічні продажі роману становлять від 110 до 130 тисяч примірників.
У книзі оповідаються пригоди Джека Керуака та його близького друга, Ніла Кассаді, територією Сполучених Штатів Америки та Мексики. Френсіс Форд Коппола одержав права на екранізацію роману, фільм побачив світ 2012 року.

## Персонажі
- Сал Парадайз — оповідач і головний герой, письменник, який вирушає в подорож через Америку в пошуках сенсу та пригод;
- Дін Моріарі — харизматичний і непосидючий друг Сала, постать енергії та спонтанності, часто діє імпульсивно;
- Мерілоу — перша дружина Діна, вільнодумна і іноді проблемна жінка, яка стає частиною подорожі Сала;
- Камілла — друга дружина Діна, серйозна і розсудлива жінка, що контрастує з Мерілоу;
- Ніл Касаді — реальна людина, на основі якої створено персонажа Діна, відомий своєю дикою енергією, пристрастю та хаотичним характером;
- Ріта — жінка, з якою Сал має короткотривале романтичне захоплення під час своєї подорожі.